# МТЗ-5

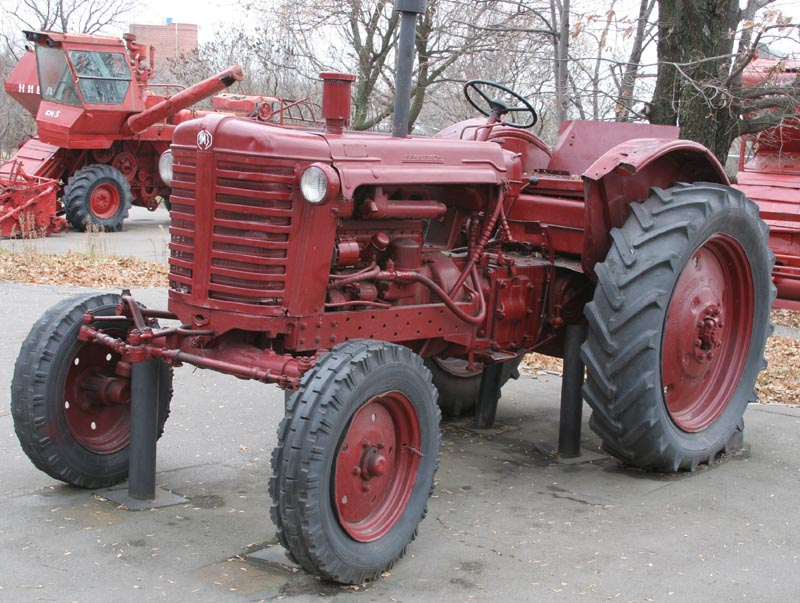
Трактор МТЗ-5

МТЗ-5 — колісний трактор загального призначення, що вироблявся Мінським тракторним заводом з 1957 по 1962 рік. і Південним машинобудівним заводом з 1958 по 1972 рік.
Двигун трактора мав потужність 40 кінських сил. Експлуатаційна маса трактора +3190 кг.
Трактори Південного машинобудівного заводу спочатку також випускалися під маркою МТЗ-5, але пізніше отримали свою марку ЮМЗ-5 зберігши торгова назва «Білорусь».
Всього було виготовлено 644 000 тракторів.